# Вогонь на пригнічення

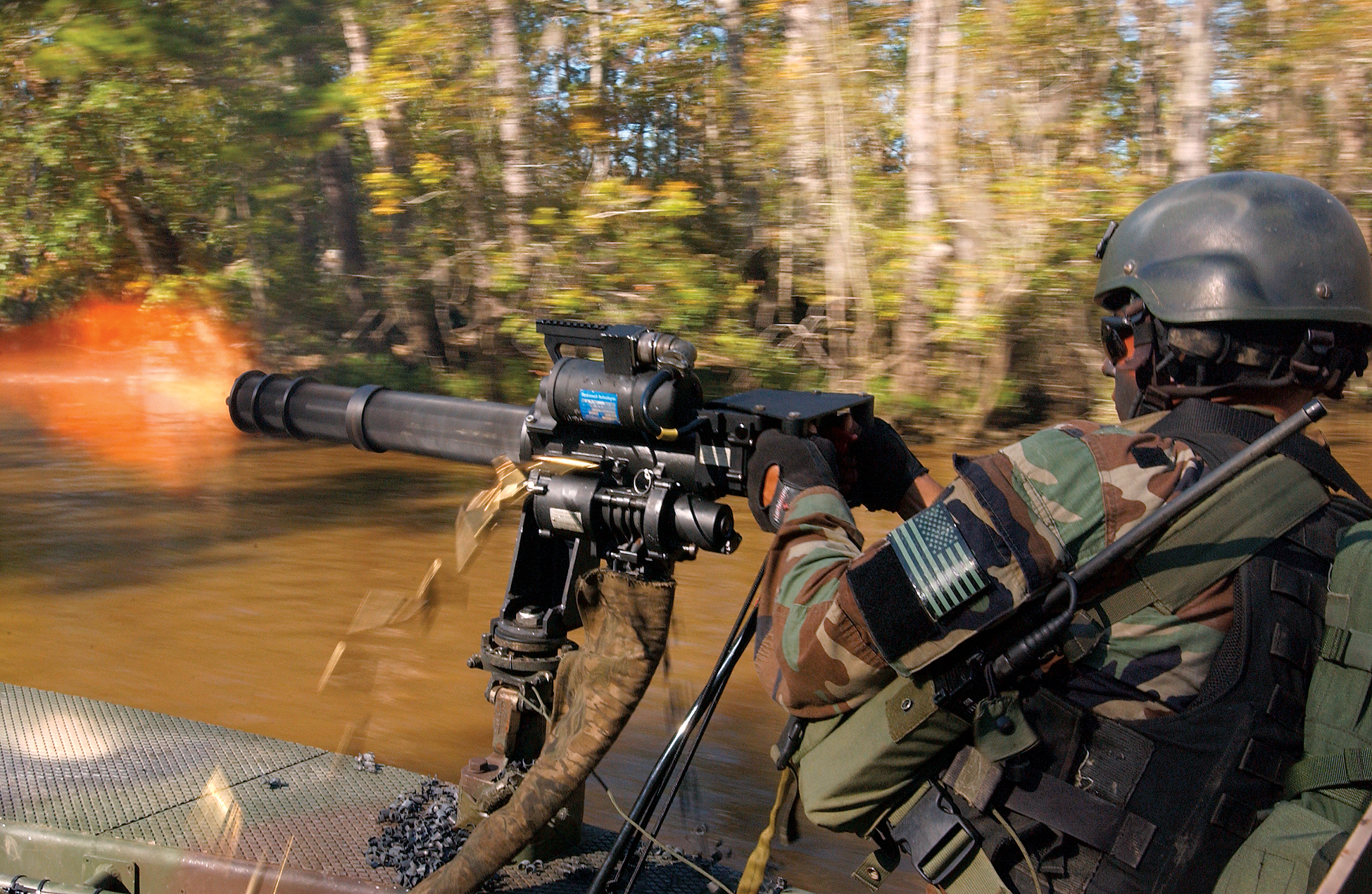
Оператор бойових катерів ССО США застосовує кулемет зі стволом, що обертається для пригнічення вогневої точки супротивника під час навчань на береговій лінії.

Вогонь на пригнічення, або задавлювання, також подавлювальний вогонь — це вогонь, який погіршує ефективність дій сил супротивника нижче рівня, необхідного для виконання його місії. Полягає у вогневому впливі на супротивника таким чином, щоб короткочасно позбавити його боєздатності, утруднити видимість поля бою та дезорганізувати координацію та управління. Застосовується для розвитку атакувального маневру чи переміщення. Коли вогонь на пригнічення застосовується для захисту дружніх військ, що просуваються на полі бою, його називають вогнем прикриття. Вогонь на пригнічення зазвичай ефективний лише на короткий час. Це один із трьох видів вогневої підтримки, який НАТО визначає як «застосування вогню, скоординованого з маневром сил, для знищення, нейтралізації або придушення противника».
До того, як НАТО визначило цей термін, армії Британії та Співдружності зазвичай застосовували термін «нейтралізація» з тим самим визначенням, що й «пригнічення». Нині НАТО визначає нейтралізацію як «вогонь, який ведеться, щоб зробити ціль тимчасово неефективною або недієздатною».

## Опис і організація
У класичному сценарії бойового зіткнення вогонь на пригнічення рекомендується застосовувати при атаці оборонних порядків супротивника і здійснюється веденням кулеметно-артилерійського вогню по його позиціями. Вогонь на придушення може забезпечуватися або наданими засобами вогневої підтримки (артилерією, РСЗВ, танками тощо), або частиною військ, що наступають, таким чином, щоб інша частина мала можливість висунутися до позицій супротивника впритул і позбавити його переваг своєї оборонної системи.
Як правило, вогонь на придушення не викликає у противника, що окопався, істотних втрат, але тимчасово сильно деморалізує його, ускладнює управління і значно знижує ефективність вогню у відповідь. Тобто застосування вогню на пригнічення має сенс тільки в тих ситуаціях, коли цим ефектом можна хоч якось скористатися.

## Застосування

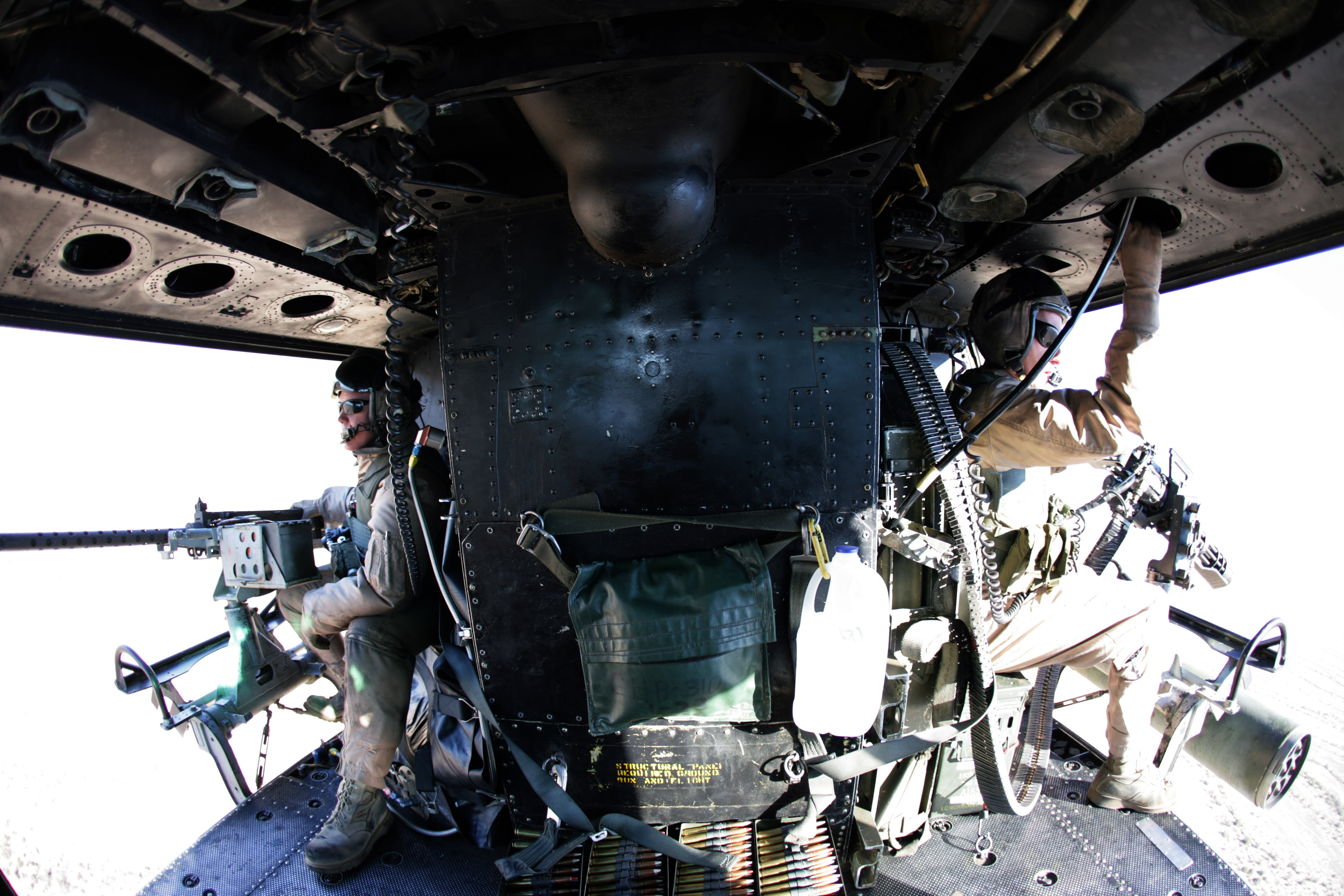
Двоє стрільців екіпажу ВМС США контролюють свої сектори огляду з кулеметом .50 калібру та мініганом. Кулемети застосовуються для пригнічення вогню ворога перед приземленням у небезпечній зоні.

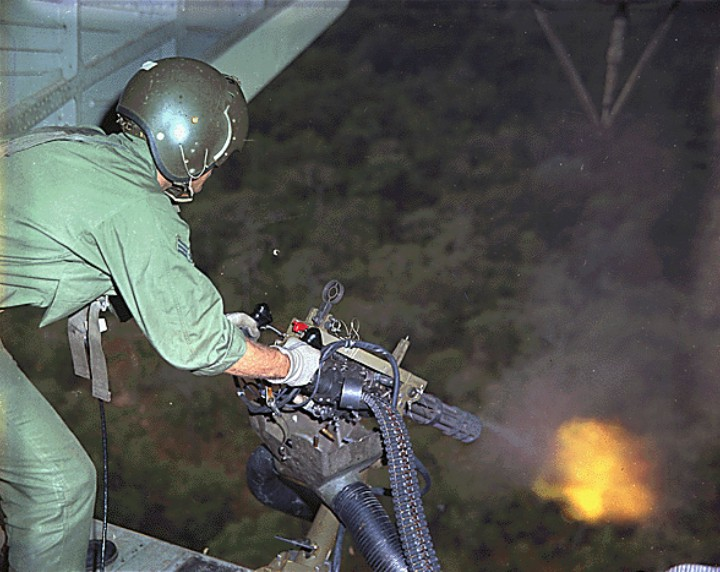
Стрільба з Мінігану зі стволом, що обертається. Вогонь ведеться з бойового літака у В'єтнамі під час війни.

Вогонь на пригнічення зазвичай досягає свого ефекту при високій щільності стрільби. Вогонь на придушення часто використовується як вогонь прикриття, який НАТО визначає як «вогонь, який застосовується для захисту військ, коли вони знаходяться в межах досяжності ворожої стрілецької зброї». В бойових діях між виключно піхотними підрозділами це іноді називають «перемогою у перестрілці». Вогонь на пригнічення може застосовуватись проти ворога, який стріляє із захищених позицій, протиповітряної оборони супротивника або інших дій, таких як будівельні роботи, логістичне забезпечення або для перекриття доступу в певні зони на короткий проміжок часу. Формами нелетального пригнічення ворога є: застосування диму для «засліплення»,  освітлювальні ракети для позбавлення прикриття в темряві.
Придушення може здійснюватися будь-якою зброєю, здатною давати необхідну інтенсивність вогню протягом необхідного проміжку часу. Можливості зброї при веденні вогню на пригнічення дуже різняться. Наприклад, куля гвинтівки або кулемета може мати пригнічувальний ефект лише в межах приблизно одного метра своєї траєкторії, тоді як один артилерійський снаряд може придушити живу силу на площі в кілька тисяч квадратних метрів навколо епіцентру свого розриву. Придушення вогнем зі стрілецької зброї тривалістю більше, ніж кілька хвилин може бути важкодосяжним через матеріально-технічні можливості. Навпаки, артилерія може придушувати ворога протягом тривалого періоду.
Мета пригнічення — зупинити або перешкодити противнику спостерігати, стріляти, рухатися або виконувати інші військові завдання, які заважають (або можуть завадити) діяльності дружніх сил. Важливою особливістю вогню на пригнічення є те, що він ефективний лише за достатньої інтенсивності.
Вогонь на пригнічення — це тактика, застосування якої зменшує втрати дружніх сил і дає їм можливість виконувати свою безпосередню місію. Придушений ворог не може вразити дружні сили, які рухаються без прикриття. Це дає можливість військам просуватися на нові позиції або зближуватися з противником. Вогонь на пригнічення також застосовується для забезпечення безпеки місця посадки авіаційної техніки для проведення евакуації або десантування.
Вогонь на пригнічення зазвичай використовується як вогонь прикриття на дистанціях ближнього бою. Проте, якщо він ведеться артилерією та іншими засобами непрямого вогню, може бути використаний для придушення цілей будь-якого типу, в тому числі артилерійських підрозділів супротивника. Важливим фактором при застосуванні вогню на пригнічення з систем непрямого вогню (наприклад, мінометів, артилерії або кораблів) і літаків є безпека дружніх військ, що атакують. 
Основний ефект вогню на пригнічення — психологічний. Інтенсивний вогонь змушує ворожих солдатів відчувати, що вони не в змозі безпечно виконувати будь-які дії, крім пошуку укриття. Залежно від типу боєприпасів і ступеню захищеності цілі, вогонь на пригнічення може призвести до втрат та/або пошкодження технічних та матеріальних засобів супротивника.
Для ефективного пригнічення потрібна достатня інтенсивність вогню на певній площі. Різні типи зброї дуже різняться за своїми можливостями виконувати ефективне пригнічення ворожих сил. Наприклад, артилерійські, мінометні та авіаційні боєприпаси сигналізують про небезпеку шумом снарядів у польоті та максимально пригнічують ворога навіть до детонації.
У сучасній війні вогонь на пригнічення можу бути також і захисною тактикою: подавити вогневі точки ворога поки інший підрозділ працює згідно з тактикою вогонь-і-рух. Підрозділ вогневої підтримки займає позицію, де він може спостерігати місцевість попереду, особливо ймовірні позиції противника. Це дозволяє забезпечити ефективний вогонь прикриття для дружніх підрозділів, що рухаються. Вдало обрана позиція для спостереження (як правило на висоті) забезпечує надійне укриття для підрозділу та чисті сектори для ведення вогню. Якщо підрозділ вогневої підтримки має можливість вести вогонь по навісній траєкторії над дружніми підрозділами, що наступають, потрібно бути дуже обережними, щоб не допустити влучання у своїх. Дружні підрозділи тоді повинні знаходитися в межах дистанції, на якій спостерігається згасання трасувальних боєприпасів (діапазон, на якому трасувальні снаряди залишаються видимими).

## Історія
Перша світова війна знаменувала собою значні зміни в способах ведення війни через розвиток артилерії та різних типів укриття (траншеї, окопи тощо). Наприкінці 1915 року керівництво британського експедиційного корпусу зрозуміло, що артилерійським вогнем неможливо зламати німецьку оборону у вигляді окопних рубежів або знищити артилерію супротивника в потрібні моменти. Тому вони розробили спеціальні техніки ведення артилерійського вогню для придушення ворога в окопах (щоб дозволити піхоті наблизитися до ни і для придушення ворожої артилерії на критичних етапах (для захисту дружньої піхоти, що атакує). Після цього вогонь на пригнічення став визначальною тактикою британської артилерії, хоча вперше вона була використана ще під час англо-бурських воєн. Загороджувальний вогонь міг придушити лінію фронту ворога, забезпечуючи прикриття для атаки завширшки в кілька миль. Звичайними боєприпасами, які використовувала британська армія під час загороджувального вогню, була шрапнель. Вогонь на придушення також застосовувався проти ворожої артилерії, яка обстрілювала нападні війська вогнем із закритих позицій.
Тактика малих піхотних груп також розвивалася, і вогонь на пригнічення став ключовим елементом «перемоги у вогневому контакті». Цьому значною мірою сприяло збільшення доступності кулеметів починаючи від початку Першої світової війни та пізніше. Однак вогонь на пригнічення піхотною зброєю є тактично корисним лише проти цілей, які не мають вогневої підтримки з сусідніх позицій і чиїх запасів боєприпасів може вистачити лише на кілька хвилин тривалого вогню.
Для придушення вогню супротивника під час десантних операцій часів Другої світової війни військові кораблі відкривали вогонь зі свого основного озброєння по відомих або можливих артилерійських, мінометних або кулеметних позиціях супротивника на місці висадки десанту або позаду нього. Збільшення масового використання авіації призвело до використання авіаційної техніки та боєприпасів у якості засобів придушення сил противника, знищення ворожих позицій і одночасного заподіяння великої шкоди ворогу. Запалювальні бомби використовувалися для придушення, зачищення великої площі території та значного психологічного впливу на бійців ворога. Яскравим прикладом цього слугує використання напалму під час війни у В’єтнамі.

## Зброя

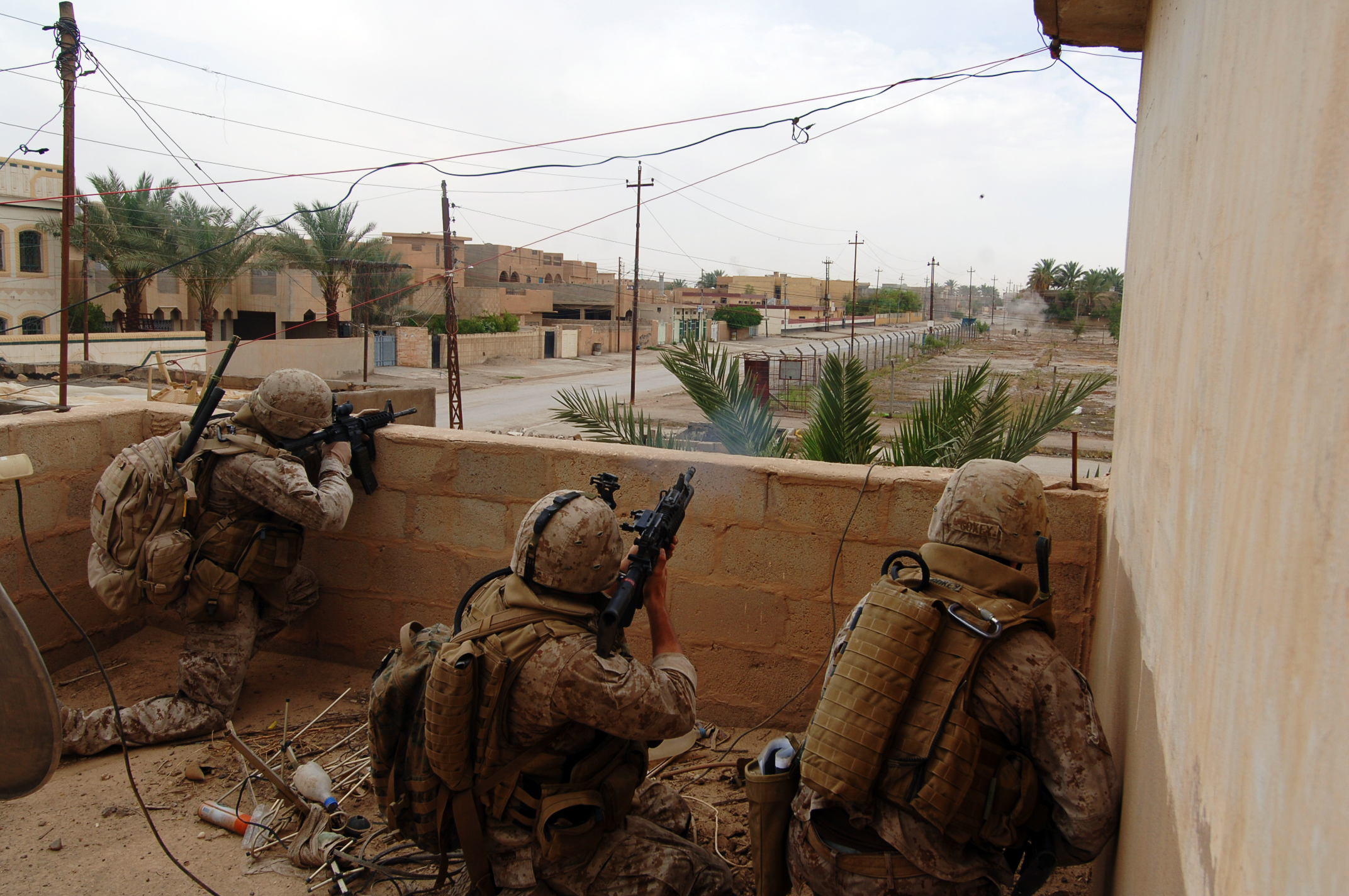
Двоє морських піхотинців США прикривають вогнем з карабіна М4 та 40-мм гранатомету M203 третього піхотинця з роти зв’язку, який веде спостереження. Рамаді, Ірак, 2006 р.

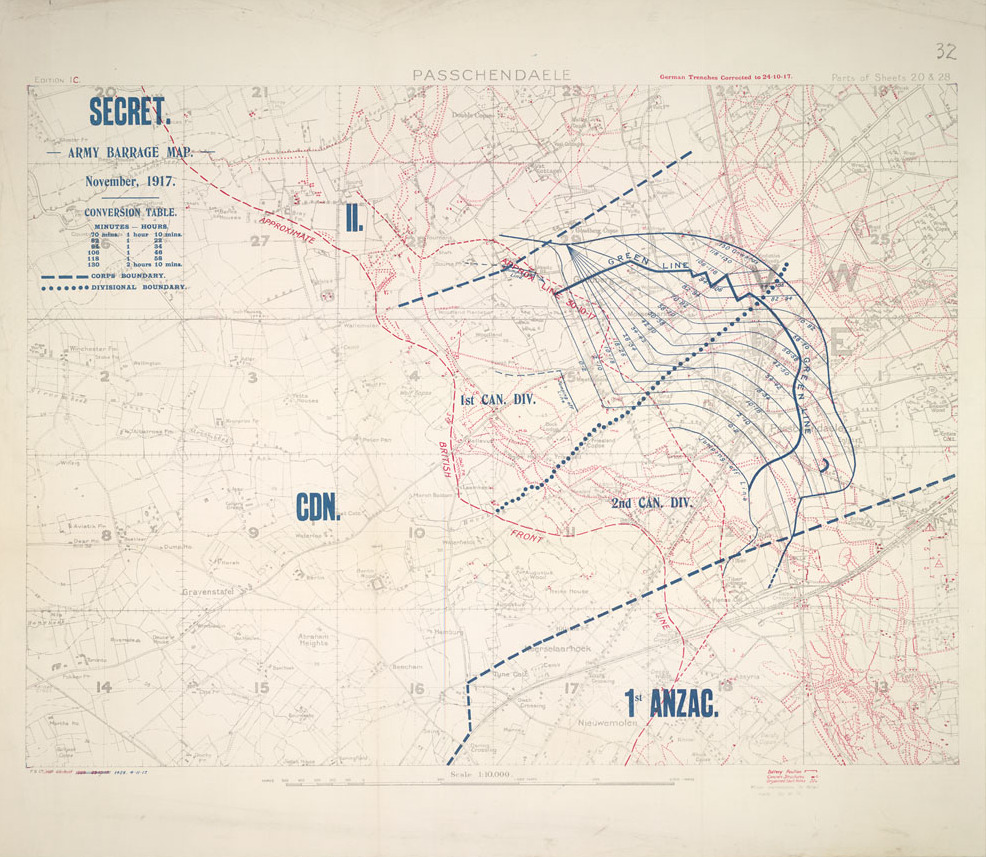
Карта ведення артилерійського вогню під час Другої битви біля Пашендейла (1917 р.), на якій зображено загороджувальний вогонь для прикриття наступу.

Вогонь на пригнічення можна вести з будь-якої зброї, здатної забезпечити необхідну інтенсивність вогню протягом необхідного періоду. Він може бути прямим або непрямим (стрільба із закритих позицій).

### Зброя непрямого вогню
Існує кілька варіантів застосування артилерійського (мінометного, корабельного) вогню на пригнічення. У Першій світовій війні рухомий загороджувальний артилерійський вогонь був звичним методом ведення бойових дій: вогонь осколковими снарядами вівся по зоні, що була попереду наступної піхоти, точки прицілювання переміщувалися вперед на 100 метрів кожні кілька хвилин на фронті шириною в кілька кілометрів. Під час Другої світової війни використовувалися фугасні боєприпаси, в тому числі для прикриття просування танків шляхом придушення протитанкових підрозділів ворога.
Однак масований вогонь фугасними боєприпасами по конкретних цілях став більш поширеним і поступово витіснив класичний загороджувальний вогонь. Вогонь починався, коли атакувальні сили ставали доступними для враження вогневими засобами ворога, і припинявся, коли атакувальні сили досягали узгодженої відстані до ворога. Ефект пригнічення зберігався протягом короткого періоду, приблизно 2 хвилини після припинення артилерійського вогню.
Пригнічувальний вогонь однієї батареї може придушити позицію розміром близько 250x250 метрів і може бути застосований для підтримки атаки взводом або ротою. Для більш масштабних операцій кілька батарей можуть бути задіяні проти багатьох цілей і в ході операції переміщувати вогонь по них.
Найчастіше для придушення використовуються фугасні боєприпаси, але димові завіси також можна використовувати для перекриття огляду ворогові — це ефективно проти супротивника, озброєного зброєю прямого наводження. Сучасний дим непроникний для тепловізійних прицілів. Також в миротворчих операціях освітлення за допомогою парашутних ракет використовується для запобігання діяльності ворожих сторін.

### Зброя прямого вогню

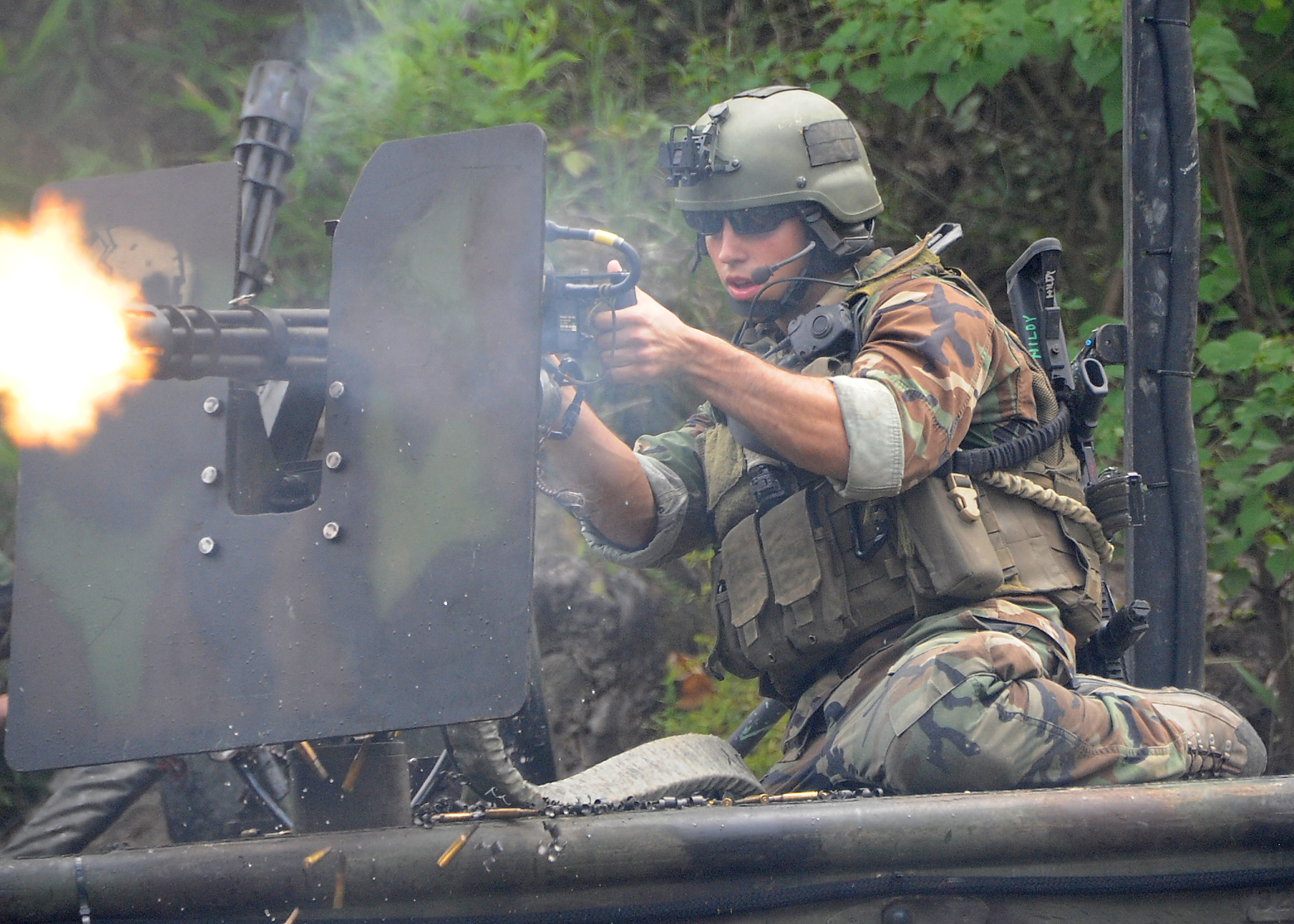
Навчальні стрільби екіпажу бойових кораблів спеціального призначення ВМС США (SWCC).

Куля гвинтівки або кулемета має пригнічувальний ефект лише в межах приблизно одного метра від своєї траєкторії. Цю зброю можна використовувати для придушення ворога на невеликій площі.
Кулеметний вогонь може також вестися з бойових броньованих машин і гелікоптерів. Автоматичні гармати калібром 20–40 мм і танки також можуть розглядатися як зброя прямого вогню, тільки якщо необхідний період придушення короткий. Однак, через обмежену кількість боєприпасів, такі системи краще підходять для руйнівного вогню по точно визначених цілях.
Під час війни в Афганістані моджахеди часто використовували проти радянських вертольотів модифіковані ракетні установки для стрільби РПГ-7: вони наварювали або в інший спосіб приєднували вигнуту трубу до заднього кінця туби гранатомета, таким чином відводячи в сторону гази після пострілу та дозволяючи РПГ стріляти вгору з положення лежачи. Разом з тим, радянські гелікоптери протистояли загрозі з боку РПГ у зонах приземлення, очищаючи їх насиченим вогнем з кулеметів.
Радянські військові використовували снайперську гвинтівку Драгунова на рівні взводу для ведення прицільного вогню на пригнічення з дальньої дистанції на полі бою, інколи навіть при раптових близьких зіткненнях з військами супротивника.